# Koninklijke BAM Groep

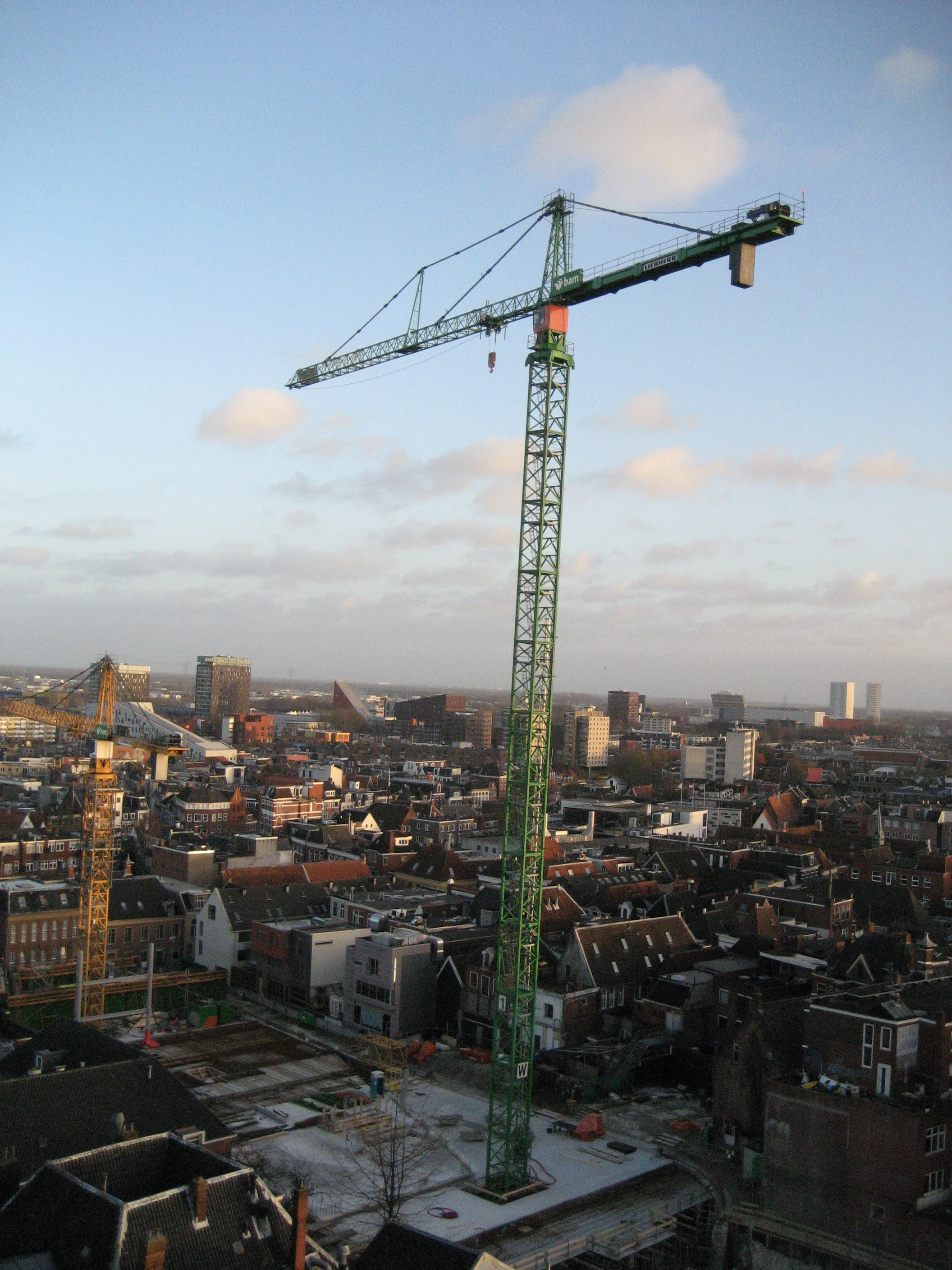
Hijskraan in Groningen

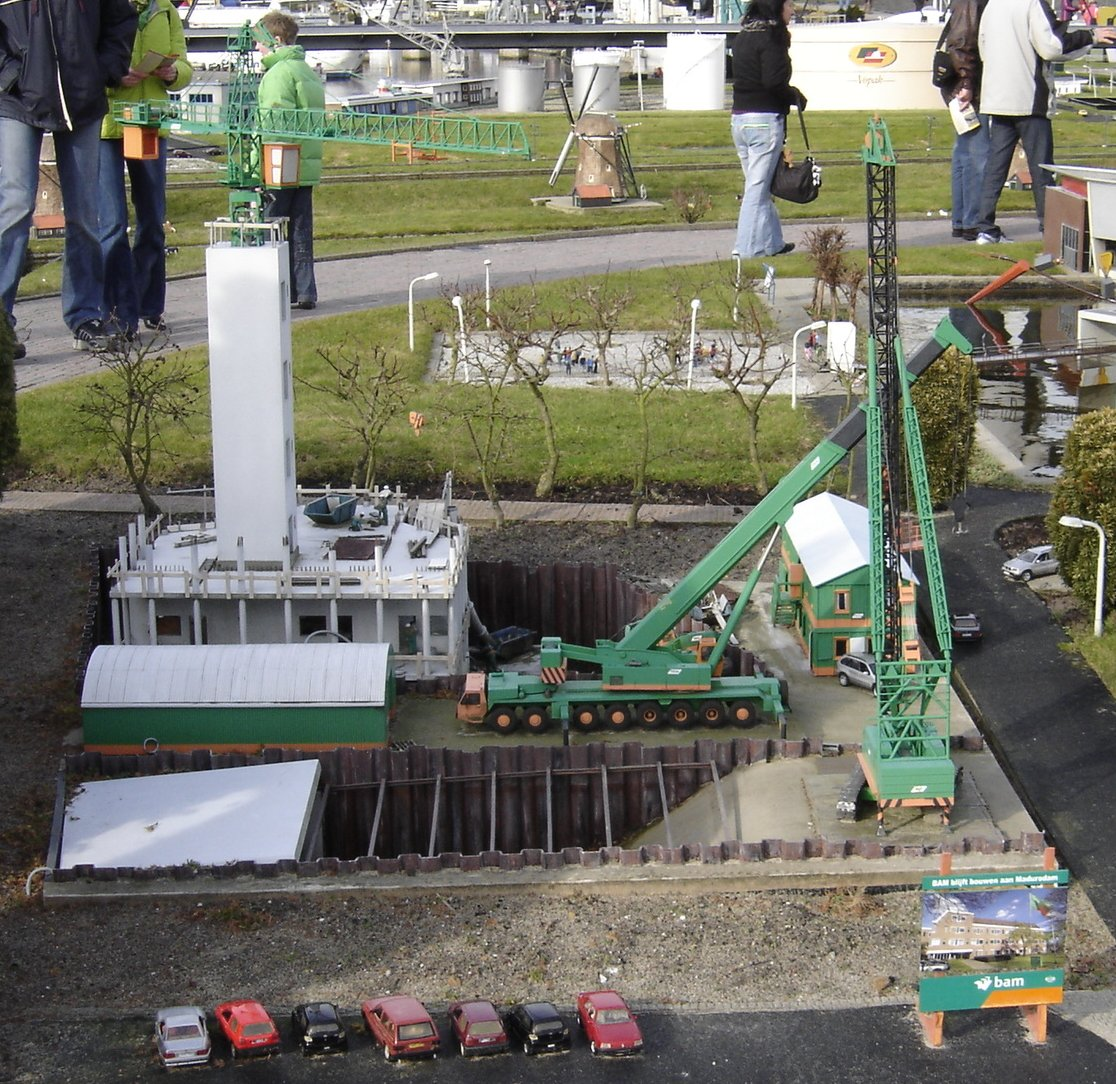
Bouwplaats in Madurodam

Koninklijke BAM Groep nv is een beursgenoteerd Nederlands bouwconcern met tien werkmaatschappijen in vijf Europese thuismarkten. Het opereert wereldwijd in specifieke markten. Het bedrijf initieert, ontwikkelt, bouwt en onderhoudt projecten op het gebied van wonen, werken, transport en recreatie. Tot 1992 stond de naam voor Bataafsche Aanneming Maatschappij.

## Activiteiten
In 2024 was het concern gemeten naar omzet het op een na grootste Nederlandse bouwbedrijf. Alleen VolkerWessels was groter.
In 2024 werd bijna de helft van de omzet in Nederland gerealiseerd en de andere helft was afkomstig uit het Verenigd Koninkrijk en Ierland. In België werd nog een zeer klein deel aan omzet behaald. De naam BAM komt terug in de namen van de meeste werkmaatschappijen.
De werkmaatschappijen zijn actief in de sectoren:
- Bouw en Vastgoed;
- Infra;
- Publiek-private samenwerking.

## Geschiedenis

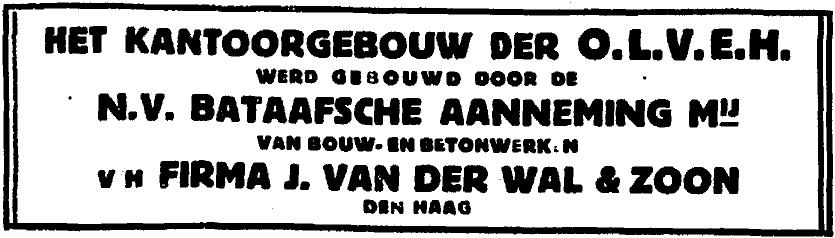
Advertentie van de BAM, 1932.

BAM is ontstaan op 12 mei 1869, toen Adam van der Wal een timmerwerkplaats opende in Groot-Ammers, een klein dorpje aan de rivier de Lek in Zuid-Holland. Zoon Jan nam het bedrijf eind 19e eeuw over en breidde de activiteiten uit naar Vlaardingen en Den Haag, waar hij zich definitief vestigde. In 1926 kwam Jans zoon Joop bij hem in dienst, waarbij de bedrijfsnaam wijzigde in Fa. J. van der Wal en Zoon.
In 1927 werd het familiebedrijf omgezet in een naamloze vennootschap en de naam veranderd in ‘N.V. Bataafsche Aanneming Mij van Bouw- en Betonwerken v/h Firma J. van der Wal en Zoon’ (‘BAM’). De naam is mede ontleend aan het vele werk wat het bedrijf deed voor de Bataafsche Petroleum Maatschappij (BPM) zoals het kantoorgebouw van de oliemaatschappij in Den Haag. Verder was het voor het uitbreken van de Tweede Wereldoorlog betrokken bij de bouw van het AVRO-gebouw aan de Keizersgracht in Amsterdam, het Ziekenhuis Bronovo in Den Haag en Diergaarde Blijdorp in Rotterdam.
Sinds 1959 is het bedrijf beursgenoteerd in Amsterdam. In 1973 werd de nieuwe bedrijfsnaam BAM Holding N.V. Ter gelegenheid van het 125-jarig bestaan van BAM op 12 mei 1994 mocht de onderneming het predicaat Koninklijke aan de naam toevoegen.
De groei van Koninklijke BAM Groep is het gevolg van overnames in de sector. In 1988 werd de divisie Uitvoering overgenomen van het concern Verenigde Bedrijven Bredero. In november 2000 werden de onderdelen Utiliteitsbouw en Beton- en waterbouw overgenomen van NBM-Amstelland. Hiermee werd de combinatie BAM-NBM de grootste bouwer in Nederland, met een omzet van 5,6 miljard gulden en 13.000 medewerkers. Twee jaar later nam BAM-NBM de aandelen Hollandse Beton Groep (HBG) over van de Spaanse Grupo Dragados, tegen contante betaling van € 710 miljoen. Het was een overname op basis van gelijkheid en het bestuur bestond aanvankelijk uit zes bestuurders waarvan drie afkomstig van HBG. Na de inlijving van HBG is de groen-oranje huisstijl ingevoerd bij BAM.
In 2012 verkocht BAM het ingenieursbureau Tebodin voor € 145 miljoen aan het Duitse bouwconcern Bilfinger Berger. BAM zette Tebodin eind 2011 te koop omdat er te weinig synergie was met de overige activiteiten van de groep. De verkoop leverde BAM een boekwinst van € 65 miljoen op en de verkoopopbrengst is gebruikt om schulden af te lossen.
In oktober 2014 besloot BAM in Nederland twaalf werkmaatschappijen samen te voegen tot twee werkmaatschappijen, BAM Bouw en Vastgoed Nederland en BAM Infra Nederland. Deze maatregel werd genomen wegens druk op de resultaten. Hierdoor waren minder kantoormedewerkers nodig en verdwenen 650 voltijdsbanen. In de loop van 2015 vielen de meeste ontslagen. Het was niet de eerste reorganisatie die het concern doorvoerde sinds de kredietcrisis. Eind 2016 waren er nog circa 7500 voltijdsbanen bij BAM in Nederland.

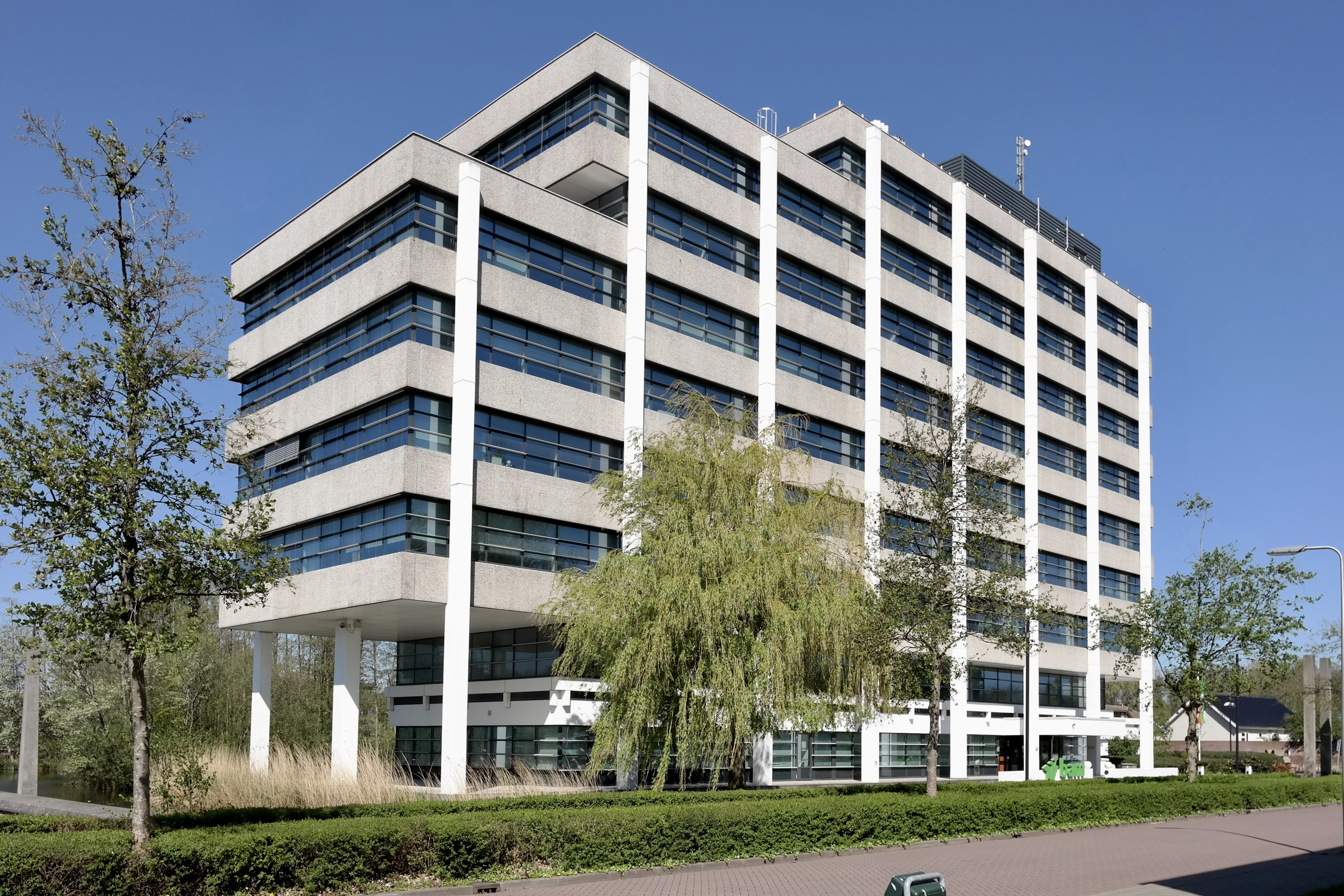
Kantoorgebouw van BAM Infra in Gouda

Omstreeks 2020 ging het roer om, het bestuur initieerde met een driejarige strategische plan om een winstgevender en duurzamer bedrijf te worden. Diverse activiteiten die niet pasten binnen dit concept werden afgestoten. Zo werden in 2021 diverse Belgische activiteiten verkocht. Na deze verkopen is BAM alleen nog via Interbuild in het land aanwezig. Interbuild realiseert (vanuit de vestigingsplaats Wilrijk) met ruim 250 medewerkers utiliteitsbouw- en appartementenprojecten in Vlaanderen en het Brusselse gewest.
In hetzelfde jaar werd bekend dat BAM Swiss wordt verkocht aan de Zwitserse bouw- en vastgoedonderneming Implenia. De verkoop maakt deel uit van de strategische koerswijziging waarbij BAM zich wil terugtrekken uit kleinere markten. BAM Swiss werd opgericht in 2011 en is een kleine partij met ongeveer 45 medewerkers en een jaaromzet van circa € 45 miljoen. In september werd BAM Deutschland, inclusief BAM Immobilien-Dienstleistungen en BAM Sports, verkocht aan Zech Group en Gustav Zech Stiftung. BAM Deutschland had een omzet van € 500 miljoen en telde 750 medewerkers. De verkoop van BAM Galère (inclusief Bam Lux) aan Thomas & Piron, met een jaaromzet van zo'n € 200 miljoen en 650 medewerkers, werd op 3 februari 2022 afgerond. In januari 2022 werd het eveneens Belgische BAM Contractors aan Stadsbader Group verkocht. In België is BAM sindsdien actief in zogenaamd Design, Finance, Build and Maintenance, of DFBM-projecten, met dochtermaatschappijen Kairos, BAM Interbuild en BAM fm.
In december 2020 werd een 50/50 joint venture, BAM PPP PGGM Infrastructure Coöperatie U.A., opgericht in samenwerking met PGGM. De naam hiervan is later naam gewijzigd in Invesis. Op 16 december 2024 heeft BAM overeenstemming bereikt om het resterende belang in Invesis te verlopen aan PGGM. BAM blijft Invesis wel ondersteunen als bouw- en exploitatiepartner. De transactie werd in maart 2025 afgerond.
In juni 2022 werd de verkoop aangekondigd van de Duitse werkmaatschappij Wayss & Freytag Ingenieurbau aan de Zech Group. Wayss & Freytag behaalde een jaaromzet van ruim € 500 miljoen en telde 1000 medewerkers. Het bedrijf heeft een leidende positie in de Duitse markt voor weg- en waterbouw en in internationale tunnelbouw en is onder meer betrokken bij de bouw van de Fehmarnbeltverbinding. De transactie werd in 2022 afgerond en leidde tot een boekwinst van € 52 miljoen. 

## Resultaten
In 2022 behaalde BAM een omzet van bijna € 7 miljard. Het nettoresultaat toerekenbaar aan de aandeelhouders van de vennootschap bedroeg € 180 miljoen. In 2021 werd het resultaat gedrukt door eenmalige waardeverminderingen van € 82 miljoen, als gevolg van wijzigingen in Nederlandse en Britse belastingwetgeving en het effect van verkopen van activiteiten. In 2022 daalde de omzet met zo'n 10% als gevolg van de verkoop van dochterondernemingen in België en Duitsland en de verkoop van Wayss & Freytag Ingenieurbau leidde tot een incidentele boekwinst van € 52 miljoen.
| Jaar | Omzet  | Nettoresultaat | Order- portefeuille | Werknemers ultimo jaar (fte) |
| ---- | ------ | -------------- | ------------------- | ---------------------------- |
| 2003 | € 7770 | € 56,0         | € 9100              | 29.551                       |
| 2004 | € 7493 | € 106,4        | € 8900              | 26.801                       |
| 2005 | € 7425 | € 153,3        | € 10.400            | 26.914                       |
| 2006 | € 8646 | € 137,0        | € 10.300            | 28.330                       |
| 2007 | € 8954 | € 349,0        | € 13.800            | 28.007                       |
| 2008 | € 8835 | € 161,9        | € 13.100            | 28.544                       |
| 2009 | € 8353 | € 31,3         | € 11.100            | 28.464                       |
| 2010 | € 7611 | € 15,3         | € 12.100            | 26.840                       |
| 2011 | € 7920 | € 126,0        | € 10.400            | 26.639                       |
| 2012 | € 7465 | € –187,4       | € 11.000            | 23.188                       |
| 2013 | € 7042 | € 46,2         | € 10.000            | 23.329                       |
| 2014 | € 7314 | € –108,2       | € 10.300            | 23.137                       |
| 2015 | € 7423 | € 10,2         | € 11.500            | 21.248                       |
| 2016 | € 6976 | € 48,8         | € 10.200            | 19.486                       |
| 2017 | € 6604 | € 12,5         | € 11.600            | 19.837                       |
| 2018 | € 7208 | € 23,8         | € 12.700            | 20.194                       |
| 2019 | € 7209 | € 11,8         | € 12.700            | 19.517                       |
| 2020 | € 6809 | € –122,2       | € 13.760            | 17.966                       |
| 2021 | € 7315 | € 18,1         | € 13.200            | 15.739                       |
| 2022 | € 6618 | € 179,6        | € 10.040            | 13.439                       |
| 2023 | € 6270 | € 175,0        | € 9809              |                              |
| 2024 | € 6455 | € 82,2         | € 13.008            |                              |

## Bouwfouten
Op 27 mei 2017 stortte op Eindhoven Airport een in aanbouw zijnde parkeergarage in. De Onderzoeksraad Voor Veiligheid (OVV) besloot dit incident te onderzoeken. In de loop van het jaar bleken veel meer bouwwerken in Nederland volgens de fatale bouwmethode te zijn gebouwd, overigens niet alleen door BAM. In januari 2017 werd besloten het skelet op Eindhoven Airport te slopen. Het bedrijf zelf sprak in september 2017 over nog 25 risicovolle bouwsels. De Erasmus Universiteit Rotterdam sloot op 20 oktober 2017 als eerste preventief een verdacht bouwwerk, dat overigens niet door BAM was gerealiseerd. Het toezichthoudend ministerie van Binnenlandse Zaken en Koninkrijksrelaties, dat toezicht houdt op deze bouwfouten, moest zelfs een samenscholingsverbod voor zijn gebouw afkondigen. Hoewel de in aanbouw zijnde garage in 3 tellen instortte, dreunt de klap nog jaren na in de Nederlandse bouwsector. Maart 2020 meldt het vakblad Cobouw echter dat er weinig mis is met het gebruik van breedplaatvloeren. Evenwel stortten in 2024 alle oprijhellingen van de zes verdiepingen tellende parkeergarage van het St. Antonius Ziekenhuis in Nieuwegein in. De gebruikte vloerconstructie was hetzelfde als die van de ingestorte parkeergarage bij Eindhoven Airport. Na intensief speurwerk werd vastgesteld dat er bij de instorting geen slachtoffers zijn gevallen. De Onderzoeksraad voor Veiligheid begon meteen met het instellen van een onderzoek naar de toedracht.
BAM werkte samen met VolkerWessels aan de bouw van een nieuwe zeesluis, die in januari 2022 in gebruik is genomen. In december 2017 werd duidelijk dat er extra kosten gemaakt moeten worden voor de caissons, grote betonnen bakken die worden afgezonken. Er is een risico van vervorming en dit moet verholpen worden. In 2018 nam BAM een grote afschrijving op de zeesluis IJmuiden van zo'n € 68 miljoen, dit kwam bovenop een voorziening van € 30 miljoen in 2017.
Bij de bouw van een grote pier voor cruiseboten op het eiland Curaçao is rond 2017 een groot gebied met zeekoraal verwoest. BAM trad bij de bouw op als hoofdaannemer. Allerlei maatregelen en voorwaarden om het koraal te beschermen en die in de bouwvergunning waren vastgelegd, blijken geschonden te zijn. Naar schatting zal natuurlijk herstel van dit koraal ten minste 17 jaar duren.
Aalberts · Air France-KLM · Allfunds · Aperam · ARCADIS · BAM Groep · Basic-Fit · Corbion · CTP · CVC Capital ·  Eurocommercial Properties · Fagron · Fugro · Galapagos · Heijmans · InPost · JDE Peet's · Just Eat Takeaway · OCI · SBM Offshore · Signify · TKH Group · Van Lanschot Kempen · Vopak · WDP